# لیو جیانجون
لیو جیانجون (انگلیسی: Liu Jianjun؛ زادهٔ ۵ ژانویهٔ ۱۹۶۹) بدمینتون‌باز اهل چین است.